# Церковь Веры, Надежды, Любови и Софии на Миусском кладбище
Храм Святых мучениц Веры, Надежды, Любови и матери их Софии на Миусском кладбище — православный храм в районе Марьина Роща города Москвы, расположенный на Миусском кладбище. Относится к Троицкому благочинию Московской епархии Русской православной церкви.

## История
Основан в 1771 году. Сначала к 1773 году был построен деревянный храм, освящённый 20 января 1773 года в честь одной из покровительниц Екатерины II, по данному ей при коронации обету построить в Москве храмы в честь святых Екатерины, Софии и святых, на день памяти которых пришлась коронация.
В 1823 году на месте деревянного храма была выстроена каменная церковь в стиле ампир. Средства на строительство выделил купец первой гильдии Иван Кожевников. Автор проекта — архитектор Александр Элькинский. Чин освящения храма совершил митрополит Московский и Коломенский святитель Филарет (Дроздов).
В 1834 году пристроены приделы иконы Божией Матери «Знамение» и святителя Митрофана Воронежского. Позже со стороны западного фасада над приделами были возведены две одноярусные колокольни.
В 1912 году возведена четырёхъярусная колокольня, богадельня и расширена трапезная (прибавлены северо-западные и юго-западные углы) на средства гвардии прапорщицы А. А. Нероновой.
В начале 1920-х годов в храме неоднократно служил святитель Тихон, патриарх Всероссийский.
5 апреля 1922 года, во время кампании по изъятию церковных ценностей, из храма было изъято «4 пуда 4 фунта 25 золотников золотых и серебряных церковных украшений и утвари».
В 1934 году храм закрыт и осквернён: крест сбит, колокольня разрушена до первого яруса. За апсидами, по бокам купола и над трапезной сделаны уродливые пристройки. В здании храма разместился цех оборудования «Медучпособие» Минздрава РСФСР.
Храм был возвращён Русской православной церкви в 1990 году. Богослужения возобновлены 28 сентября 1990 года. Настоятелем храма был назначен протоиерей Борис Присяжнюк.
14 марта 2012 года распоряжением патриарха Московского и всея Руси Кирилла при храме открыто представительство митрополичьего округа Русской православной церкви в Республике Казахстан. Настоятелем храма — патриаршего подворья на Миусском кладбище — назначен глава митрополичьего округа митрополит Астанайский и Казахстанский Александр (Могилёв).